# Штутгартская фондовая биржа
Штутгартская фондовая биржа (нем. Börse Stuttgart) — вторая по размеру фондовая биржа в Германии после Франкфуртской биржи. Расположена в Штутгарте.

## История
История Штутгартской фондовой биржи берёт начало от образования 4 февраля 1860 года «Отраслевого торгового союза», которая объединяла деловые интересы торговцев текстилем. В последующем 11 февраля 1861 года был создан «Штутгартский торговый союз», ставший предшественником фондовой биржи по торговле ценными бумагами.